# مسابقات اروپایی برای فوتبال زنان ۱۹۸۷
مسابقات فوتبال زنان اروپا ۱۹۸۷ مسابقات فوتبال زنان اروپا به میزبانی نروژ بود که تیم ملی فوتبال زنان نروژ پس از غلبه بر تیم ملی سوئد که مدافع عنوان قهرمانی به‌شمار می‌رفت توانست قهرمان این دوره از مسابقات شود. یکبار دیگر این رقابتها با چهار گروه واجد شرایط انجام شد. اما اینبار کشور میزبان برای مرحله نیمه نهایی پس از مشخص شدن تیم‌های راه یافته به نیمه نهایی برای این بازیها و بازی‌های بعد از آن تعیین شد.

## نیمه نهایی
| نروژ                    | ۲ – ۰  | ایتالیا |
| ----------------------- | ------ | ------- |
| Stendal ۴۰' · Støre ۷۳' | Report |         |

| سوئد                           | ۳ – ۲ (و.ا.) | انگلستان                 |
| ------------------------------ | ------------ | ------------------------ |
| Börjesson ۳۲' · Axén ۵۰'، ۱۰۰' | Report       | Sherrard ۳۵' · دیویس ۴۳' |

## پلی آف رده‌بندی
| ایتالیا                   | ۲ – ۱  | انگلستان          |
| ------------------------- | ------ | ----------------- |
| Morace ۳۶' · Vignotto ۵۰' | Report | Davis ۴' (پنالتی) |

## فینال
| نروژ             | ۲ – ۱  | سوئد         |
| ---------------- | ------ | ------------ |
| Stendal ۲۸'، ۷۲' | Report | Videkull ۷۳' |

## جوایز
| قهرمان مسابقات فوتبال زنان اروپا ۱۹۸۷                                                           |
| ----------------------------------------------------------------------------------------------- |
| [[پرونده:} \| Flag of Norway.svg }}\|45x32px\|border attribute\|g of نروژ}}}]] نروژ اولین عنوان |

## گلزنان
۳ گل
- Trude Stendal

۲ گل
- گونیلا آکسین
- کری دیویس

۱ گل
| - Jackie Sherrard - کارولینا موراچه | - Elisabetta Vignotto - هیدی استور | - Anette Börjesson - لینا ویدیکول |